# یوری کوفشوف
یوری کوفشوف (روسی: Юрий Александрович Ковшов؛ زادهٔ ۵ سپتامبر ۱۹۵۱) سوارکار اهل اتحاد جماهیر شوروی سوسیالیستی بود.